# Selmec- és Bélabánya
Selmec- és Bélabánya (szlovákul: Banská Štiavnica a Belá) Selmecbányából és Bélabányából álló szabad királyi, majd törvényhatósági jogú város volt a Magyar Királyságban.

## Történelem
Selmec- és Bélabánya tulajdonképpen két régi bányavárosból, Selmecbányából és Bélabányából állt, melyek azonban nem alkottak önálló közigazgatási egységeket, hanem együttesen képeztek egy törvényhatósági jogú várost. Selmecbánya a középkor nagy részében Magyarország legnagyobb és leggazdagabb bányavárosa volt, mely európai, sőt világméretekben is kiemelkedő jelentőségű aranybányászattal rendelkezett, Bélabánya pedig a 14. század folyamán jött létre Selmec határában, és a következő évszázadban vált önálló várossá, majd a 16. században szabad királyi várossá. A 18. századra a bányászat hanyatlásával a két város népessége és gazdasága jelentősen visszaesett, ekkor  egyesítették őket első ízben. 1852-től rövid ideig ismét különváltak, de hamarosan újra egyesültek, immár a két városnevet együttesen tartalmazó elnevezéssel Selmec- és Bélabánya néven.
A város 1918-tól Csehszlovákiához tartozott, amit a trianoni békeszerződés 1920-ban megerősített. Az 1923-as közigazgatási átszervezéskor neve egyszerűen Selmecbánya lett, de területe változatlan maradt, Bélabánya és néhány egykori bányatelep – például Hodrusbánya – csak 1954-ben alakult önálló községgé.
1921-ben az első csehszlovák népszámláláskor a városnak 88,25 km²-es területe volt. Lakossága 13 264 fő, ebből 11 956 szlovák, 299 német, 660 pedig magyar nemzetiségű volt.